# Urbanus (geslacht)
Urbanus is een geslacht van vlinders uit de onderfamilie Eudaminae van de familie van de dikkopjes (Hesperiidae). De wetenschappelijke naam van het geslacht werd in 1807 door Jacob Hübner gepubliceerd. Het geslacht komt uitsluitend voor in de Nieuwe Wereld met een zwaartepunt in het Neotropisch gebied.

## Synoniemen
- Eudamus Swainson, 1831
- Goniurus Hübner, 1819
- Lyroptera Plötz, 1881

## Soorten
- Urbanus acawios (Williams, 1926)
- Urbanus albimargo (Mabille, 1875)
- Urbanus ambiguus de Jong, 1983
- Urbanus belli (Hayward, 1935)
- Urbanus carmelita (Herrich-Schäffer, 1869)
- Urbanus chalco (Hübner, 1823)
- Urbanus chales (Godman & Salvin, 1893)
- Urbanus cindra Evans, 1952
- Urbanus dorantes (Stoll, 1790)
- Urbanus doryssus (Swainson, 1831)
- Urbanus dubius Steinhauser, 1981
- Urbanus elmina Evans, 1952
- Urbanus esma Evans, 1952
- Urbanus esmeraldus (Butler, 1877)
- Urbanus esta Evans, 1952
- Urbanus evenus (Ménétriés, 1855)
- Urbanus evona Evans, 1952
- Urbanus huancavillcas (Williams, 1926)
- Urbanus hubellus Freeman, 1968
- Urbanus longicaudus Austin, 1998
- Urbanus magnus Steinhauser, 1981
- Urbanus parvus Austin, 1998
- Urbanus plinius Bell, 1956
- Urbanus procne (Plötz, 1880)
- Urbanus prodicus Bell, 1956
- Urbanus pronta Evans, 1952
- Urbanus pronus Evans, 1952
- Urbanus proteus (Linnaeus, 1758)
- Urbanus reductus (Riley, 1919)
- Urbanus simplicius (Stoll, 1790)
- Urbanus tanna Evans, 1952
- Urbanus teleus (Hübner, 1821)
- Urbanus velinus (Plötz, 1880)
- Urbanus villus Austin, 1998
- Urbanus virescens (Mabille, 1877)
- Urbanus viridis Freeman, 1970
- Urbanus viterboana (Ehrmann, 1907)
- Urbanus zagorus (Plötz, 1880)